# Methuselah

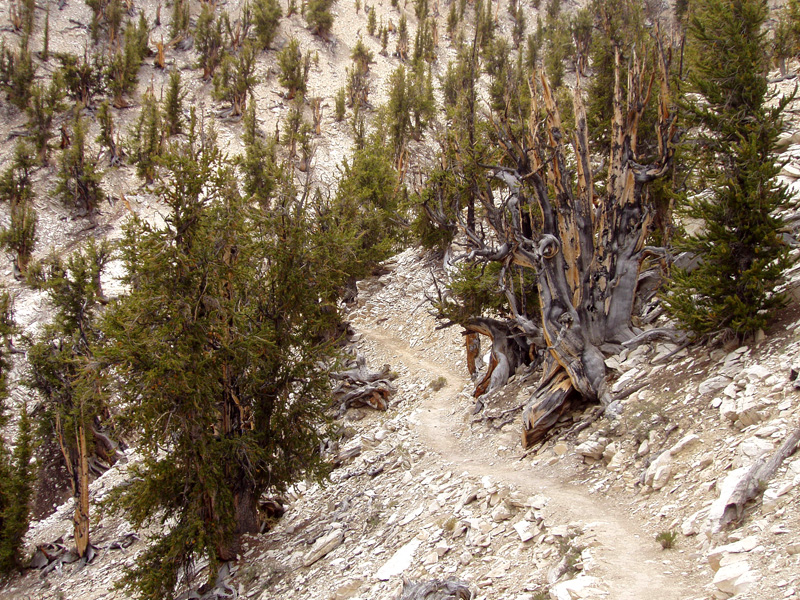
De groep bomen waar Methuselah toe behoort in het "Ancient Bristlecone Pine Forest" te Inyo County Californië.

 Methuselah is een ruim 4800 jaar oude boom van de soort Pinus longaeva, die groeit in de White Mountains te Inyo County, in het oosten van de Amerikaanse staat Californië. Lang is deze boom beschouwd als de oudste nog levende boom ter wereld en de oudste niet-klonale levensvorm ter wereld. In 2013 is bekend geworden dat er nog een oudere boom is, die in 3051 voor Christus ontkiemd is.

## Geografie
De oude boom is vernoemd naar Metusalem, een Bijbelse figuur. De boom groeit op zo'n 2900-3000 meter hoogte in een groep bomen (de "Methuselah Grove"), in het Ancient Bristlecone Pine Forest dat deel uitmaakt van het Inyo National Forest. De exacte locatie van  Methuselah is niet vrijgegeven om hem tegen vandalisme te beschermen.

## De oudste
Methuselah was 4789 jaar oud toen in 1957 een test door Edmund Schulman en Tom Harlan het jaar van kieming vaststelde op 2832 v.Chr. Methuselah was daarmee de oudst bekende nog levende boom ter wereld en de oudste niet-klonale levensvorm ter wereld — 4847 jaar oud in 2015.

### Ter vergelijking
Een oudere Pinus longaeva genaamd WPN-114, ook wel Prometheus genoemd, was meer dan 4845 jaar oud toen hij per ongeluk geveld werd in 1964, met een geschat kiemjaar van 2880 v.Chr.
In Zweden staat een andere boom, namelijk een Noorse spar, met een wortelstelsel van 9555 jaar oud. Dit zou de oudste enkelvoudige klonale boom ter wereld zijn. Het betreft echter een oud wortelstelsel, waar in cycli van ongeveer 600 jaar steeds een nieuwe boom uit groeit. De boom op dit wortelstelsel is dus niet de oudste. De wortels zijn tevens niet de oudste. In de Verenigde Staten zijn volledige bossen aanwezig van meer dan 40.000 klonale bomen met één enkel wortelstelsel die tot 80.000 jaar oud zijn.